# Edney Silva Oliveira
Edney Silva Oliveira (Mineiros, 19 de junio de 1998) es un jugador de balonmano brasileño que juega de pívot en el Sporting CP. Es internacional con la selección de balonmano de Brasil.
Su primer gran campeonato con la selección fue el Campeonato Mundial de Balonmano Masculino de 2025.

## Palmarés

### Sporting de Portugal
- Liga de Portugal de balonmano (1): 2024
- Copa de Portugal de balonmano (2): 2023, 2024

## Clubes
| Club         | País     | Año       |
| ------------ | -------- | --------- |
| EC Pinheiros | Brasil   | 2019-2022 |
| Sporting CP  | Portugal | 2022-Act. |